# Katalin Gyulai
Katalin Gyulai är en ungersk kanotist.
Hon tog bland annat VM-brons i K-4 500 meter i samband med sprintvärldsmästerskapen i kanotsport 1985 i Mechelen.